# Nathebach
Der Nathebach ist ein 2,8 km langer, orografisch linker bzw. südlicher Nebenfluss der Emscher in Nordrhein-Westfalen, Deutschland.
Er entspringt im Süden des Dortmunder Stadtteils Aplerbecker Mark östlich der Bundesstraße 236 an der Grenze zu Berghofen und fließt zunächst circa einen Kilometer in nördlicher Richtung durch das Nathebachtal. Hier herrschen Wald und ungedüngte Feuchtwiesen vor. Im Osterbruch mündet der Bachlauf in einem aufgestauten See, der als Regenrückhaltebecken dient. Danach fließt der Nathebach in nordöstlichem bis nordwestlichem Bogen nur noch auf einzelnen Abschnitten oberirdisch, unter Siedlungsstraßen, einem Gewerbegebiet, der Bahnstrecke und dem Schulzentrum ist er verrohrt. Er erhält weitere Zuflüsse aus Regenwassereinleitungen und mündet nahe dem Marktplatz von Aplerbeck in die dort seit 2010 renaturierte Emscher. Der Nathebach besitzt eine sehr gute Wasserqualität. Diese spiegelt auch das Ökosystem rund um den Nathebach wider. Hier sind neben dem zugewanderten Signalkrebs wilde europäische Orchideen, zahlreiche Amphibien und über 40 Singvogelarten beheimatet.
Nach einem durch starke Regenfälle und den damals noch begradigten Bachlauf verursachten Hochwasser im Stadtteil Aplerbecker Mark wurde der Bachlauf in den 1980er Jahren renaturiert. Die Emschergenossenschaft und die Stadt Dortmund übernahmen die Kosten, die Anwohner und verschiedene Vereine engagierten sich durch Pflanzungen und weitere Aktionen. Im Jahr 1991 hat der Sauerländische Gebirgsverein die Patenschaft über das Bachtal übernommen.

## Weblinks

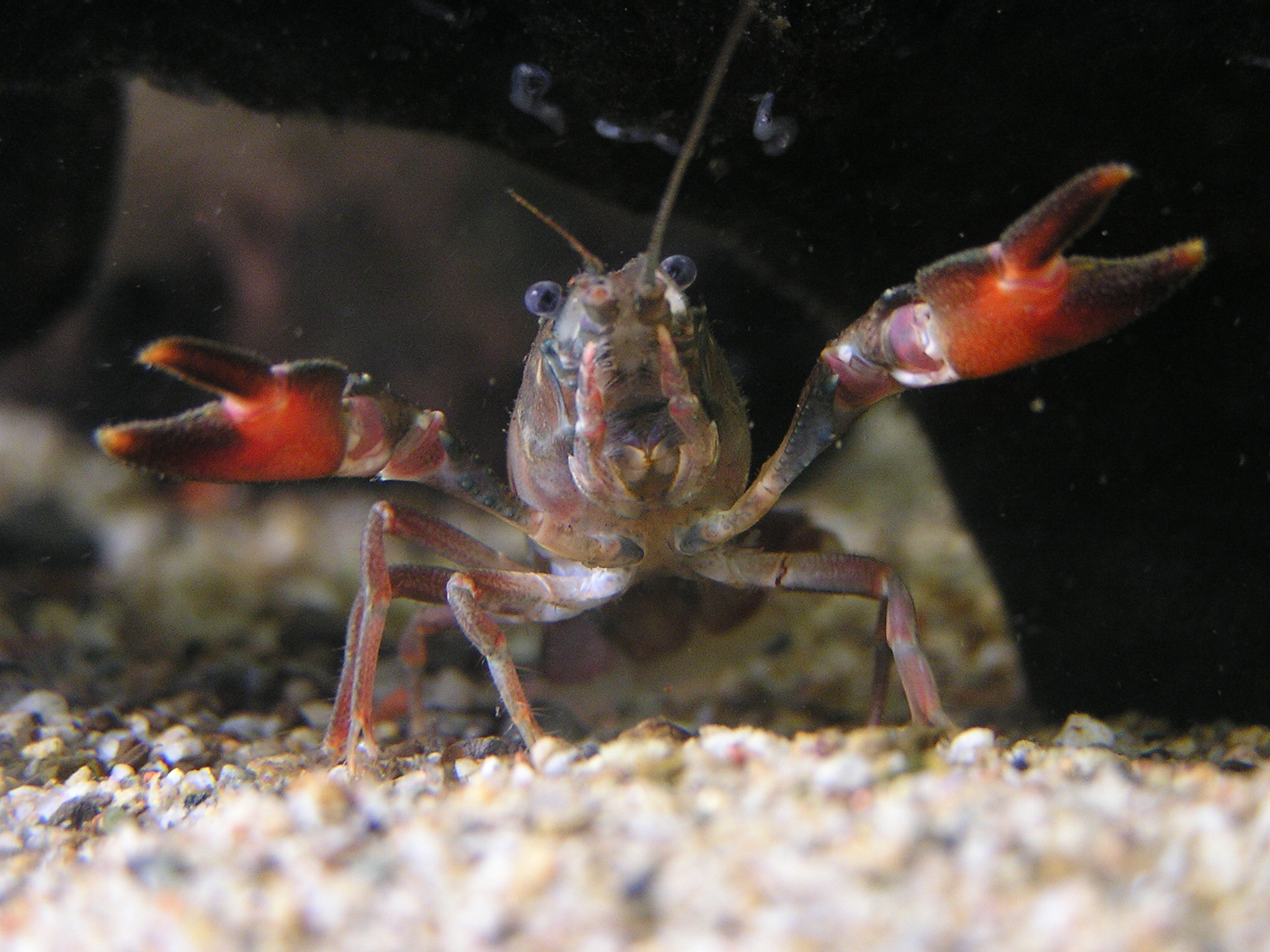
Signalkrebs